# Odion Ighalo
Odion Jude Ighalo (Lagos, 16 giugno 1989) è un calciatore nigeriano, attaccante svincolato.

## Carriera

### Club

#### Esordi
Inizia a giocare a calcio in patria, militando nel Prime e poi nel Julius Berger. Scoperto dall'agente FIFA Marcelo Houseman, si trasferisce in Norvegia, al Lyn, con cui debutta in Tippeligaen il 16 settembre 2007, all'età di 18 anni, nella gara vinta per 2-0 contro il Viking. Con 6 gol in 13 partite, si mette in luce nel campionato 2008, contribuendo al settimo posto finale dei suoi.

#### Udinese

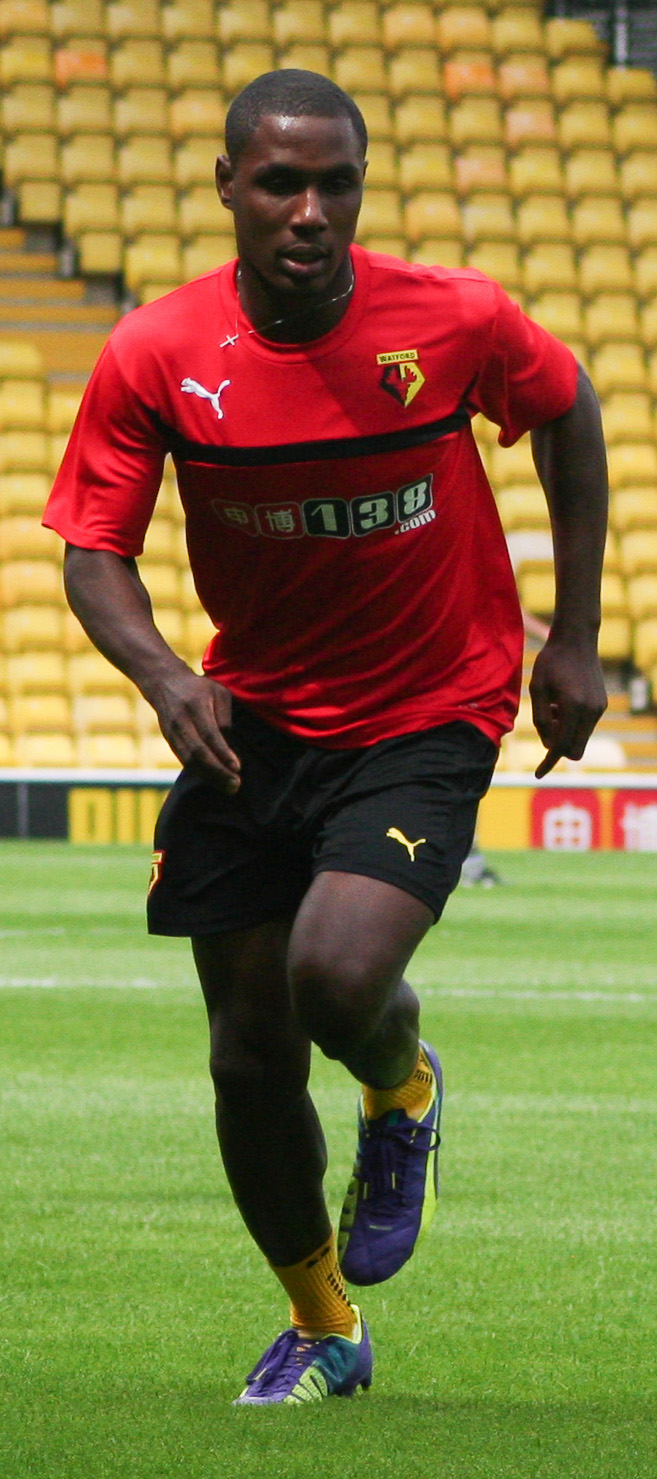
Ighalo in azione con la maglia del Watford nel 2014.

Il 30 luglio 2008 viene acquistato a titolo definitivo dall'Udinese per 1,9 milioni di euro. Esordisce in Serie A in Reggina-Udinese. Il 31 maggio 2009 realizza il suo primo gol in massima serie nei minuti conclusivi di Udinese-Cagliari, ultima giornata di campionato, fissando il risultato sul 6-2. Alla fine sono cinque le presenze in campionato, di cui quattro da subentrante nei minuti finali delle partite.

#### Granada e parentesi Cesena
Il 24 agosto 2009 passa in prestito al Granada. Debutta con la formazione spagnola il 24 ottobre 2009 contro lo Jerez Industrial andando a segno 5 minuti dopo il suo ingresso in campo. A fine stagione il suo bottino è di 16 reti in 25 partite che aiutano a far vincere alla squadra il campionato di Segunda División B.
Per la stagione 2010-2011 l'attaccante va in prestito al Cesena, neopromosso in Serie A. Alla fine del 2010, l'Udinese e il Cesena risolvono il prestito prima della fine della stagione e il 6 gennaio 2011, fa il suo ritorno in Spagna, sempre nel Granada, sempre con la formula del prestito. Il 7 gennaio 2011 debutta alla seconda giornata in una partita di campionato contro il Villarreal B.
Il 31 agosto 2012 l'Udinese annuncia sul proprio sito il prestito del giocatore per un altro anno alla società Granada.

#### Watford
Nell'estate 2014 dopo il ritorno dal Granada, l'Udinese lo cede a titolo definitivo al Watford, altra squadra del patròn Pozzo. Si rende protagonista della storica promozione in Premier League grazie alle 20 reti stagionali. Il 28 dicembre 2015 grazie al gol del momentaneo 1-1 contro il Tottenham, Ighalo diventa il calciatore che ha segnato più di tutti in Inghilterra (considerando le prime due divisioni) nel 2015. Nel dicembre 2015 è stato premiato come giocatore del mese della Premier League. Complessivamente con il Watford in due anni e mezzo sono 41 i gol messi a segno in 100 presenze esatte.

#### Changchun Yatai e Shanghai Shenhua
Il 31 gennaio 2017 viene ceduto per 24 milioni ai cinesi del Changchun Yatai. Nel 2019 passa allo Shanghai Shenhua.

#### Manchester United
Il 31 gennaio 2020 viene prelevato in prestito dal Manchester Utd. Debutta il 17 febbraio nella vittoriosa trasferta di campionato contro il Chelsea, mentre tre giorni dopo esordisce in Europa League sul campo del Club Bruges (1-1) nell'andata dei sedicesimi di finale. Segna il primo gol con lo United in casa contro i belgi, nella sfida di ritorno, il 27 febbraio. Il 5 marzo 2020, nella vittoriosa gara del quinto turno di FA Cup sul campo del Derby County (0-3), mette a segno la sua prima doppietta con la maglia del Manchester United. A giugno il prestito viene prolungato fino a gennaio 2021. Il 27 gennaio 2021, terminato il prestito, ritorna in Cina.

#### Al-Shabab, Al-Hilal e Al-Wahda
Il 4 febbraio seguente viene ceduto a titolo definitivo ai sauditi dell'Al-Shabab, club con cui firma un contratto di due anni e mezzo.
Nel gennaio del 2022, dopo aver collezionato 31 presenze e 21 gol in campionato, passa all'Al-Hilal, club con il quale vince la classifica dei marcatori del campionato saudita 2021-2022 con 24 gol e con cui, nel febbraio 2023, prende parte alla Coppa del mondo per club. Nel febbraio 2023 segna 4 reti nella semifinale di AFC Champions League 2022 vinta per 7-0 contro l'Al-Duhail.
Nell'agosto 2023 si trasferisce all'Al-Wahda, altro club saudita, a parametro zero.

### Nazionale
Nel 2009 colleziona tre presenze nella nazionale nigeriana Under-20.
Debutta ufficialmente con la nazionale maggiore il 25 marzo 2015 in un'amichevole contro l'Uganda vinta per 1-0. Ha partecipato al campionato del mondo del 2018 e alla Coppa d'Africa del 2019. In quest'ultima competizione realizza 5 reti (tra cui una doppietta negli ottavi contro il Camerun e il gol dell'1-0 che vale il terzo posto alla sua squadra contro la Tunisia), laureandosi capocannoniere del torneo. Al termine del torneo annuncia il suo ritiro dalla selezione nigeriana.
Tuttavia torna sui propri passi accettando la convocazione nel novembre 2021.

## Statistiche

### Presenze e reti nei club
Statistiche aggiornate al 14 settembre 2023.
| Stagione                 | Squadra                  | Campionato               | Campionato | Campionato | Coppe nazionali | Coppe nazionali | Coppe nazionali | Coppe continentali | Coppe continentali | Coppe continentali | Altre coppe | Altre coppe | Altre coppe | Totale | Totale |
| Stagione                 | Squadra                  | Comp                     | Pres       | Reti       | Comp            | Pres            | Reti            | Comp               | Pres               | Reti               | Comp        | Pres        | Reti        | Pres   | Reti   |
| ------------------------ | ------------------------ | ------------------------ | ---------- | ---------- | --------------- | --------------- | --------------- | ------------------ | ------------------ | ------------------ | ----------- | ----------- | ----------- | ------ | ------ |
| 2005-2006                | Osun United F.C.         | 2D                       | 5          | 0          | -               | -               | -               | -                  | -                  | -                  | -           | -           | -           | 5      | 0      |
| 2006-2007                | Julius Berger            | 1D                       | 10         | 5          | -               | -               | -               | -                  | -                  | -                  | -           | -           | -           | 10     | 5      |
| 2007                     | Lyn Oslo                 | ES                       | 7          | 3          | CN              | 0               | 0               | -                  | -                  | -                  | -           | -           | -           | 7      | 3      |
| 2008                     | Lyn Oslo                 | ES                       | 13         | 6          | CN              | 0               | 0               | -                  | -                  | -                  | -           | -           | -           | 13     | 6      |
| Totale Lyn Oslo          | Totale Lyn Oslo          | Totale Lyn Oslo          | 20         | 9          |                 | 0               | 0               |                    | -                  | -                  |             | -           | -           | 20     | 9      |
| 2008-2009                | Udinese                  | A                        | 6          | 1          | CI              | 0               | 0               | CU                 | 0                  | 0                  | -           | -           | -           | 6      | 1      |
| 2009-2010                | Granada                  | SDB                      | 26+2       | 16+1       | CR              | 0               | 0               | -                  | -                  | -                  | -           | -           | -           | 28     | 17     |
| 2010-gen. 2011           | Cesena                   | A                        | 3          | 0          | CI              | 1               | 0               | -                  | -                  | -                  | -           | -           | -           | 4      | 0      |
| gen.-giu. 2011           | Granada                  | SD                       | 21+4       | 4+1        | CR              | 0               | 0               | -                  | -                  | -                  | -           | -           | -           | 25     | 5      |
| 2011-2012                | Granada                  | PD                       | 29         | 6          | CR              | 1               | 0               | -                  | -                  | -                  | -           | -           | -           | 30     | 6      |
| 2012-2013                | Granada                  | PD                       | 28         | 5          | CR              | 2               | 1               | -                  | -                  | -                  | -           | -           | -           | 30     | 6      |
| 2013-2014                | Granada                  | PD                       | 16         | 2          | CR              | 2               | 2               | -                  | -                  | -                  | -           | -           | -           | 18     | 4      |
| Totale Granada           | Totale Granada           | Totale Granada           | 120+6      | 33+2       |                 | 5               | 3               |                    | -                  | -                  |             | -           | -           | 131    | 38     |
| 2014-2015                | Watford                  | FLC                      | 35         | 20         | FACup+CdL       | 1+2             | 0               | -                  | -                  | -                  | -           | -           | -           | 38     | 20     |
| 2015-2016                | Watford                  | PL                       | 37         | 16         | FACup+CdL       | 5+0             | 2               | -                  | -                  | -                  | -           | -           | -           | 42     | 18     |
| 2016-gen.2017            | Watford                  | PL                       | 18         | 1          | FACup+CdL       | 1+1             | 0+1             | -                  | -                  | -                  | -           | -           | -           | 20     | 2      |
| Totale Watford           | Totale Watford           | Totale Watford           | 90         | 37         |                 | 10              | 3               |                    | -                  | -                  |             | -           | -           | 100    | 40     |
| 2017                     | Changchun Yatai          | CSL                      | 27         | 15         | CC              | 0               | 0               | -                  | -                  | -                  | -           | -           | -           | 27     | 15     |
| 2018                     | Changchun Yatai          | CSL                      | 28         | 21         | CC              | 0               | 0               | -                  | -                  | -                  | -           | -           | -           | 25     | 20     |
| Totale Changchun Yatai   | Totale Changchun Yatai   | Totale Changchun Yatai   | 55         | 36         |                 | 0               | 0               |                    | -                  | -                  |             | -           | -           | 55     | 36     |
| 2019                     | Shanghai Shenhua         | CSL                      | 17         | 10         | CC              | 2               | 0               | -                  | -                  | -                  | -           | -           | -           | 19     | 10     |
| gen.-giu. 2020           | Manchester United        | PL                       | 11         | 0          | FACup+CdL       | 3+0             | 3               | UEL                | 5                  | 2                  | -           | -           | -           | 19     | 5      |
| 2020-gen. 2021           | Manchester United        | PL                       | 1          | 0          | FACup+CdL       | 0+2             | 0               | UCL                | 1                  | 0                  | -           | -           | -           | 4      | 0      |
| Totale Manchester United | Totale Manchester United | Totale Manchester United | 12         | 0          |                 | 5               | 3               |                    | 6                  | 2                  |             | -           | -           | 22     | 5      |
| gen.-giu. 2021           | Al-Shabab                | SPL                      | 13         | 9          | KCC             | 0               | 0               | -                  | -                  | -                  |             | -           | -           | 13     | 9      |
| 2021-gen. 2022           | Al-Shabab                | SPL                      | 18         | 12         | KCC             | 1               | 1               | -                  | -                  | -                  | -           | -           | -           | 19     | 13     |
| Totale Al-Shabab         | Totale Al-Shabab         | Totale Al-Shabab         | 31         | 21         |                 | 1               | 1               |                    | -                  | -                  |             | -           | -           | 32     | 22     |
| gen.-giu. 2022           | Al-Hilal                 | SPL                      | 13         | 12         | KCC             | 3               | 2               | ACL                | 4                  | 2                  | CmC         | 2           | 1           | 22     | 17     |
| 2022-2023                | Al-Hilal                 | SPL                      | 27         | 19         | KCC             | 4               | 2               | ACL                | 8                  | 5                  | SS+CmC      | 0+3         | 0+0         | 42     | 26     |
| Totale Al Hilal          | Totale Al Hilal          | Totale Al Hilal          | 40         | 31         |                 | 7               | 4               |                    | 8                  | 7                  |             | 5           | 1           | 64     | 43     |
| 2023-2024                | Al-Wahda                 | SPL                      | 31         | 15         | KCC             | 2               | 1               |                    |                    |                    | SS          | 1           | 0           | 34     | 16     |
| 2024-2025                | Al-Wahda                 | SPL                      | 6          | 2          | KCC             | 1               | 1               |                    |                    |                    |             |             |             | 7      | 3      |
| Totale Al Wahda          | Totale Al Wahda          | Totale Al Wahda          | 37         | 17         |                 | 3               | 2               |                    | -                  | -                  |             | 1           | 0           | 41     | 19     |
| Totale carriera          | Totale carriera          | Totale carriera          | 445        | 194        |                 | 32              | 16              |                    | 17                 | 9                  |             | 3           | 1           | 501    | 220    |

### Cronologia presenze e reti in nazionale
| Cronologia completa delle presenze e delle reti in nazionale ― Nigeria | Cronologia completa delle presenze e delle reti in nazionale ― Nigeria | Cronologia completa delle presenze e delle reti in nazionale ― Nigeria | Cronologia completa delle presenze e delle reti in nazionale ― Nigeria | Cronologia completa delle presenze e delle reti in nazionale ― Nigeria | Cronologia completa delle presenze e delle reti in nazionale ― Nigeria | Cronologia completa delle presenze e delle reti in nazionale ― Nigeria | Cronologia completa delle presenze e delle reti in nazionale ― Nigeria |
| Data                                                                   | Città                                                                  | In casa                                                                | Risultato                                                              | Ospiti                                                                 | Competizione                                                           | Reti                                                                   | Note                                                                   |
| ---------------------------------------------------------------------- | ---------------------------------------------------------------------- | ---------------------------------------------------------------------- | ---------------------------------------------------------------------- | ---------------------------------------------------------------------- | ---------------------------------------------------------------------- | ---------------------------------------------------------------------- | ---------------------------------------------------------------------- |
| 25-3-2015                                                              | Uyo                                                                    | Nigeria                                                                | 0 – 1                                                                  | Uganda                                                                 | Amichevole                                                             | -                                                                      | 85’                                                                    |
| 29-3-2015                                                              | Nelspruit                                                              | Sudafrica                                                              | 1 – 1                                                                  | Nigeria                                                                | Amichevole                                                             | -                                                                      | 66’                                                                    |
| 13-6-2015                                                              | Kaduna                                                                 | Nigeria                                                                | 2 – 0                                                                  | Ciad                                                                   | Qual. Coppa d'Africa 2017                                              | 1                                                                      | 58’                                                                    |
| 8-10-2015                                                              | Visé                                                                   | Nigeria                                                                | 0 – 2                                                                  | Rep. del Congo                                                         | Amichevole                                                             | -                                                                      | 64’                                                                    |
| 11-10-2015                                                             | Bruxelles                                                              | Nigeria                                                                | 3 – 0                                                                  | Camerun                                                                | Amichevole                                                             | 1                                                                      | 73’                                                                    |
| 13-11-2015                                                             | Lobamba                                                                | eSwatini                                                               | 0 – 0                                                                  | Nigeria                                                                | Qual. Mondiali 2018                                                    | -                                                                      |                                                                        |
| 17-11-2015                                                             | Port Harcourt                                                          | Nigeria                                                                | 2 – 0                                                                  | eSwatini                                                               | Qual. Mondiali 2018                                                    | -                                                                      |                                                                        |
| 25-3-2016                                                              | Kaduna                                                                 | Nigeria                                                                | 1 – 1                                                                  | Egitto                                                                 | Qual. Coppa d'Africa 2017                                              | -                                                                      |                                                                        |
| 29-3-2016                                                              | Alessandria d'Egitto                                                   | Egitto                                                                 | 1 – 0                                                                  | Nigeria                                                                | Qual. Coppa d'Africa 2017                                              | -                                                                      |                                                                        |
| 27-5-2016                                                              | Le Petit-Quevilly                                                      | Nigeria                                                                | 1 – 0                                                                  | Mali                                                                   | Amichevole                                                             | -                                                                      | 61’                                                                    |
| 31-5-2016                                                              | Lussemburgo                                                            | Lussemburgo                                                            | 1 – 3                                                                  | Nigeria                                                                | Amichevole                                                             | 1                                                                      | 71’                                                                    |
| 3-9-2016                                                               | Uyo                                                                    | Nigeria                                                                | 1 – 0                                                                  | Tanzania                                                               | Qual. Coppa d'Africa 2017                                              | -                                                                      | 73’                                                                    |
| 1-9-2017                                                               | Uyo                                                                    | Nigeria                                                                | 4 – 0                                                                  | Camerun                                                                | Qual. Mondiali 2018                                                    | 1                                                                      | 30’ 61’                                                                |
| 4-9-2017                                                               | Yaoundé                                                                | Camerun                                                                | 1 – 1                                                                  | Nigeria                                                                | Qual. Mondiali 2018                                                    | -                                                                      | 80’                                                                    |
| 7-10-2017                                                              | Uyo                                                                    | Nigeria                                                                | 1 – 0                                                                  | Zambia                                                                 | Qual. Mondiali 2018                                                    | -                                                                      |                                                                        |
| 23-3-2018                                                              | Breslavia                                                              | Polonia                                                                | 0 – 1                                                                  | Nigeria                                                                | Amichevole                                                             | -                                                                      | 89’                                                                    |
| 27-3-2018                                                              | Londra                                                                 | Nigeria                                                                | 0 – 2                                                                  | Serbia                                                                 | Amichevole                                                             | -                                                                      | 46’                                                                    |
| 2-6-2018                                                               | Londra                                                                 | Inghilterra                                                            | 2 – 1                                                                  | Nigeria                                                                | Amichevole                                                             | -                                                                      | 77’                                                                    |
| 6-6-2018                                                               | Schwechat                                                              | Nigeria                                                                | 0 – 1                                                                  | Rep. Ceca                                                              | Amichevole                                                             | -                                                                      | 69’                                                                    |
| 16-6-2018                                                              | Kaliningrad                                                            | Croazia                                                                | 2 – 0                                                                  | Nigeria                                                                | Mondiali 2018 - 1º turno                                               | -                                                                      | 75’                                                                    |
| 22-6-2018                                                              | Volgograd                                                              | Nigeria                                                                | 2 – 0                                                                  | Islanda                                                                | Mondiali 2018 - 1º turno                                               | -                                                                      | 85’                                                                    |
| 26-6-2018                                                              | San Pietroburgo                                                        | Nigeria                                                                | 1 – 2                                                                  | Argentina                                                              | Mondiali 2018 - 1º turno                                               | -                                                                      | 46’                                                                    |
| 8-9-2018                                                               | Victoria                                                               | Seychelles                                                             | 0 – 3                                                                  | Nigeria                                                                | Qual. Coppa d'Africa 2019                                              | 1                                                                      |                                                                        |
| 13-10-2018                                                             | Kaduna                                                                 | Nigeria                                                                | 4 – 0                                                                  | Libia                                                                  | Qual. Coppa d'Africa 2019                                              | 3                                                                      | 76’                                                                    |
| 16-10-2018                                                             | Sfax                                                                   | Libia                                                                  | 2 – 3                                                                  | Nigeria                                                                | Qual. Coppa d'Africa 2019                                              | 2                                                                      |                                                                        |
| 23-3-2019                                                              | Asaba                                                                  | Nigeria                                                                | 3 – 1                                                                  | Seychelles                                                             | Qual. Coppa d'Africa 2019                                              | 1                                                                      | 87’                                                                    |
| 26-3-2019                                                              | Asaba                                                                  | Nigeria                                                                | 1 – 0                                                                  | Egitto                                                                 | Amichevole                                                             | -                                                                      | 88’                                                                    |
| 16-6-2019                                                              | Ismailia                                                               | Senegal                                                                | 1 – 0                                                                  | Nigeria                                                                | Amichevole                                                             | -                                                                      | Uscita                                                                 |
| 22-6-2019                                                              | Alessandria d'Egitto                                                   | Nigeria                                                                | 1 – 0                                                                  | Burundi                                                                | Coppa d'Africa 2019 - 1º turno                                         | 1                                                                      | 73’                                                                    |
| 26-6-2019                                                              | Alessandria d'Egitto                                                   | Nigeria                                                                | 1 – 0                                                                  | Guinea                                                                 | Coppa d'Africa 2019 - 1º turno                                         | -                                                                      | 88’                                                                    |
| 30-6-2019                                                              | Alessandria d'Egitto                                                   | Madagascar                                                             | 2 – 0                                                                  | Nigeria                                                                | Coppa d'Africa 2019 - 1º turno                                         | -                                                                      |                                                                        |
| 6-7-2019                                                               | Alessandria d'Egitto                                                   | Nigeria                                                                | 3 – 2                                                                  | Camerun                                                                | Coppa d'Africa 2019 - Ottavi di finale                                 | 2                                                                      | 85’                                                                    |
| 10-7-2019                                                              | Il Cairo                                                               | Nigeria                                                                | 2 – 1                                                                  | Sudafrica                                                              | Coppa d'Africa 2019 - Quarti di finale                                 | -                                                                      |                                                                        |
| 14-7-2019                                                              | Il Cairo                                                               | Algeria                                                                | 2 – 1                                                                  | Nigeria                                                                | Coppa d'Africa 2019 - Semifinale                                       | 1                                                                      |                                                                        |
| 17-7-2019                                                              | Il Cairo                                                               | Tunisia                                                                | 0 – 1                                                                  | Nigeria                                                                | Coppa d'Africa 2019 - Finale 3º posto                                  | 1                                                                      | 46’                                                                    |
| 16-11-2021                                                             | Lagos                                                                  | Nigeria                                                                | 1 – 1                                                                  | Capo Verde                                                             | Qual. Mondiali 2022                                                    | -                                                                      | 78’                                                                    |
| 29-3-2022                                                              | Abuja                                                                  | Nigeria                                                                | 1 – 1                                                                  | Ghana                                                                  | Qual. Mondiali 2022                                                    | -                                                                      | 78’                                                                    |
| Totale                                                                 |                                                                        | Presenze                                                               | 37                                                                     |                                                                        | Reti (8º posto)                                                        | 16                                                                     |                                                                        |

## Palmarès

### Club

#### Competizioni nazionali
- Coppa della Cina: 1

Shanghai Shenhua: 2019
- Campionato saudita: 1

Al Hilal: 2021-2022
- Coppa del Re dei Campioni: 1

Al Hilal: 2022-2023

### Individuale
- FA Premier League Player of the Month: 1

2015-2016 - Dicembre
- Capocannoniere della Coppa d'Africa: 1

Egitto 2019 (5 reti)
- Capocannoniere del campionato saudita: 1

2021-2022 (24 reti)